# Saïd Slimani
Pour les articles homonymes, voir Slimani.
 (avril 2025).
Motif : pas de sources secondaires centrées, responsabilités subalternes, notoriété ?
- Archive Wikiwix
- Bing
- Cairn
- DuckDuckGo
- E. Universalis
- Gallica
- Google
- G. Books
- G. News
- G. Scholar
- Persée
- Qwant
- (zh) Baidu
- (ru) Yandex
- (wd) trouver des œuvres sur Wikidata

| 1. | Préciser le motif de la pose du bandeau. | Précisez le motif de la pose du bandeau en utilisant la syntaxe suivante : {{admissibilité à vérifier\|date=avril 2025\|motif=remplacez ce texte par le motif}}                   |
| 2. | Informer les utilisateurs concernés.     | Pensez à avertir le créateur de l'article, par exemple, en insérant le code ci-dessous sur sa page de discussion : {{subst:avertissement admissibilité à vérifier\|Saïd Slimani}} |

Saïd Slimani est conseiller municipal de Tizi Ouzou né en 1850 au village Bouhinoune de Tizi Ouzou et mort en mars 1924. Son père était Amar Slimani.

## Saint-Cyr

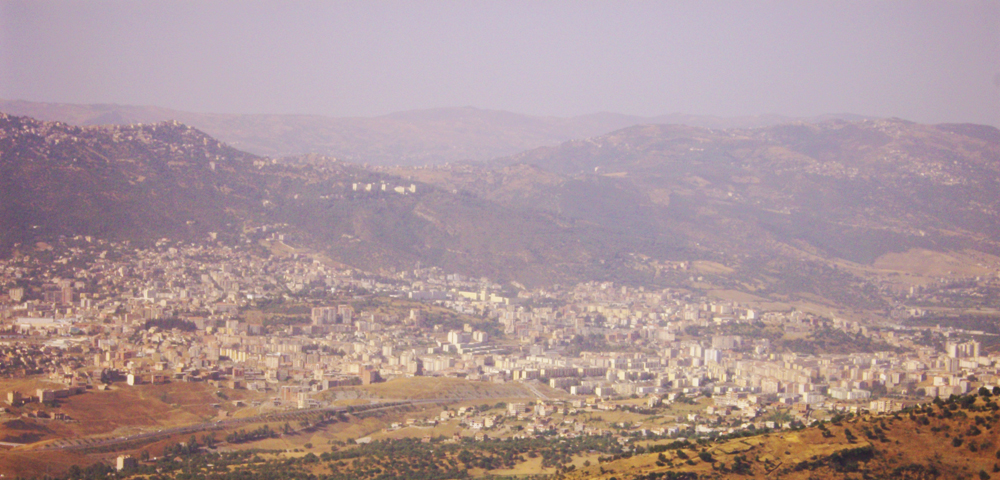
Panorama de la ville de Tizi Ouzou.

Engagé volontaire à 18 ans dans l'armée française, Saïd Slimani est admis à l'école de Saint-Cyr et en sort comme sous-officier.
Il prend part à la campagne de 1870, où il reçoit la médaille militaire.
Il est décoré ensuite de la Légion d'honneur et quitte l'armée après 30 ans de services comme lieutenant de spahis.
Saïd Slimani était également titulaire de la Médaille commémorative de la guerre 1870-1871, de la croix de Sainte-Anne de Russie, du Nicham E'Lousir et de la Médaille coloniale.

## Caïd de Béni Zmenzer
C'était le caïd du douar Sidi Belloua de 1897 à 1914, où il fréquenta la Zaouïa Sidi Belloua, puis caïd du douar de Béni Zmenzer de 1914 à 1922, soit au total pendant 25 ans.
Il fut remplacé au douar de Béni Zmenzer à partir de 1922 par le caïd Mohamed Belhocine originaire du village de Tala Allam.

## Conseiller municipal

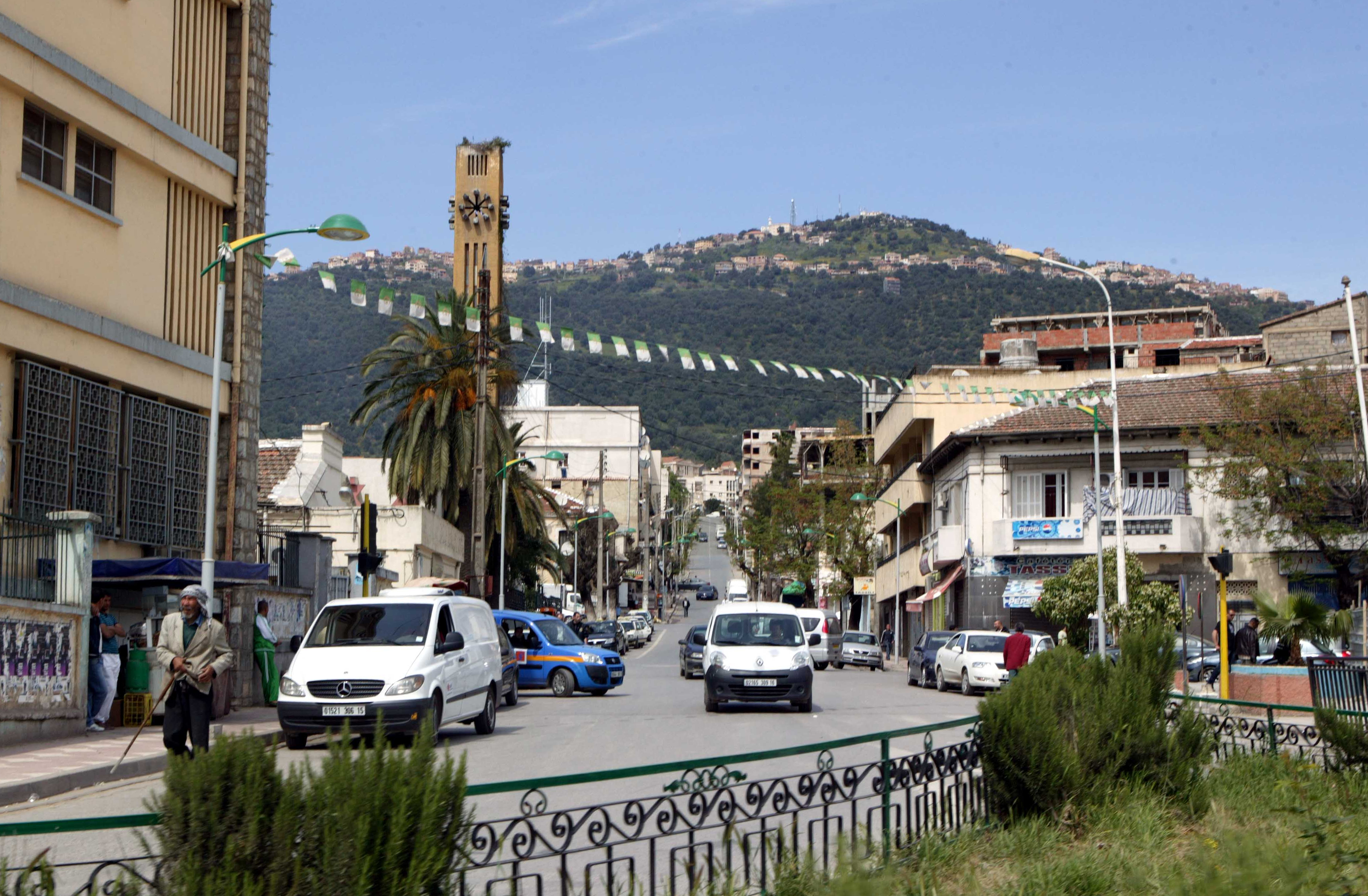
Vue de la ville de Tizi Ouzou.

Lors de l'assemblée du conseil municipal de la ville de Tizi Ouzou en date du 8 novembre 1922, il a été émis le vœu que Saïd Slimani soit nommé Agha-honoraire et qu'il lui soit attribué une pension de retraite.
Un secours financier viager d'un montant de 300 francs par an fut voté par le conseil municipal de Tizi Ouzou le 21 mars 1923 en faveur du caïd retraité Saïd Slimani.
Lors des élections municipales du 1er mai 1904, c'est le docteur Ferdinand Huchard qui fut élu maire de Tizi Ouzou, et Saïd Slimani figurait comme conseiller municipal dans cette équipe mayorale.
En 1914, à la veille de la Première Guerre mondiale, Saïd Slimani avait été nommé conseiller municipal à Tizi Ouzou sous la présidence du maire François Zerga.
À rappeler que lors des élections municipales du 10 décembre 1919, Saïd Slimani fut désigné conseiller municipal sous la présidence du maire François Pitavy.
Saïd Slimani était commandeur de la Légion d'honneur et ancien conseiller municipal à la mairie de Tizi Ouzou sous la présidence du maire Arsène Weinmann qui fut élu le 11 février 1921, et fut à plusieurs fois reconduit jusqu'en 1942.

## Décès
Saïd Slimani est mort deux ans après sa retraite à l'âge de 74 ans.
Il a été enterré le 5 mars 1924 dans le cimetière de Tizi Ouzou (Djebana M'Douha) dans l'actuelle wilaya de Tizi Ouzou.